# Chikbhergi, Sindhnur
Chikbhergi là một làng thuộc tehsil Sindhnur, huyện Raichur, bang Karnataka, Ấn Độ.